# BAY FACTORY
BAY FACTORY（ベイ・ファクトリー）は、かつてbayfmで放送されていたラジオ番組である。1995年9月終了。

## 概要
邦楽専門プログラムであり、主に最新のジャパニーズ・ポップスを流した。時にアーティスト特集を組み、アーティストをゲストに迎えることもあった。

## 出演者
鈴木万由香

## 放送時間
月曜-木曜　19:30-21:30

## 提供
ららぽーと

### コーナー
- AMUSEMENT UPDATES

コンサート情報を流していた。全日放送されていた内、月曜～木曜は当番組に内包されていた。
- SPARKLING FACTORY

アーティスト担当ミニ番組であり、福山雅治や小野正利が出演していた。